# Football aux Jeux sud-asiatiques de 1985
Navigation
Édition précédente Édition suivante
En 1985, la seconde édition du Football aux Jeux d'Asie du Sud a eu lieu du 21 au 25 décembre au Bangladesh, dans la ville de Dacca. 
La compétition a été organisée par la Fédération de football d'Asie du Sud.
L'inde a remporté son premier titre en battant le Bangladesh en finale aux tirs au but.

## Compétition

### Groupe A
| Équipe     | J | V | N | D | BM | BE | DB  | Pts |
| ---------- | - | - | - | - | -- | -- | --- | --- |
| Bangladesh | 2 | 0 | 0 | 2 | 10 | 1  | +9  | 4   |
| Pakistan   | 2 | 1 | 0 | 1 | 4  | 3  | +1  | 2   |
| Maldives   | 2 | 0 | 0 | 2 | 1  | 11 | -10 | 0   |

     Équipe qualifiée; Pts = points; J = joués; G = gagnés; N = nuls; P = perdus;

Bp = buts pour; Bc = buts contre; Diff = différence de buts
| Date        | Équipe 1   | Résultat | Équipe 2 |
| ----------- | ---------- | -------- | -------- |
| 21 décembre | Bangladesh | 2 - 1    | Népal    |
| 22 décembre | Pakistan   | 3 - 1    | Maldives |
| 23 décembre | Bangladesh | 8 - 0    | Maldives |

### Groupe B
| Équipe  | J | V | N | D | BM | BE | DB | Pts |
| ------- | - | - | - | - | -- | -- | -- | --- |
| Inde    | 2 | 2 | 0 | 0 | 5  | 0  | +5 | 4   |
| Népal   | 2 | 1 | 0 | 1 | 1  | 2  | -1 | 2   |
| Bhoutan | 2 | 0 | 0 | 2 | 0  | 4  | -4 | 0   |

     Équipe qualifiée; Pts = points; J = joués; G = gagnés; N = nuls; P = perdus;

Bp = buts pour; Bc = buts contre; Diff = différence de buts
| Date        | Équipe 1 | Résultat | Équipe 2 |
| ----------- | -------- | -------- | -------- |
| 21 décembre | Inde     | 2 - 0    | Népal    |
| 22 décembre | Népal    | 1 - 0    | Bhoutan  |
| 23 décembre | Inde     | 3 - 0    | Bhoutan  |

### Match pour la3eplace
| 25 décembre 1985 | Népal | 2 – 2 (3-2) | Pakistan | Dacca |  |
|                  |       |             |          |       |  |

### Finale
| 25 décembre 1985 | Inde | 1 – 1 (4-1) | Bangladesh | Dacca |  |
|                  |      |             |            |       |  |